# Бондар Іван Іванович (художник)
Бондар Іван Іванович (1 жовтня 1944, село Яснозір'я, Черкаський район, Черкаська область) — український живописець, художник-керамік, педагог. Народний художник України (2014). Член Національної спілки художників України (1985).

## Освіта, службова кар'єра, громадська діяльність
Після закінчення середньої школи в с. Мошни навчався в Одеському художньому училищі ім. М. Грекова (викладач К. Мартенюк). У 1975 р. закінчив Київський державний художній інститут (майстерня Віктора Шаталіна). Понад 25 років працював художником-живописцем Черкаських художньо-виробничого комбінату.
Від 2000 р. працює на кафедрі образотворчого та декоративно-прикладного мистецтва Черкаського національного університету ім. Б. Хмельницького. Викладає студентам курси «Малюнок», «Живопис» та ін. Здобув вчене звання доцента (2000 р.), а в 2015 р. — професора. Член Національної спілки художників України. Член художньої ради містобудування м. Черкаси та заступник голови художньої ради університету.

## Творчі досягнення
Як художник, вважає своїм вчителем народного художника України, лауреата Національної премії імені Т. Г. Шевченка Федора Захарова. Працює переважно в царині станкового живопису. Пише картини на історичну тематику, а також пейзажі, натюрморти. Автор близько 3 тис. живописних творів (жанрових, історичних, портретних), найвідоміші з яких полотна «Фронт іде на захід», «Черкаський хліб» (триптих), «Думи мої, думи…», «Останній кошовий», «Холодноярський настрій», «Пам'яті скульптора Головка» тощо. Твори зберігаються у Художньому фонді України, Міністерстві культури України, в державних музеях та приватних збірках України і зарубіжних держав (Австралія, Велика Британія, США, Німеччина, Сербія, Чорногорія, Польща, Молдова, Росія, Білорусь, Японія тощо). Репродукції його творів надруковано в 20 каталогах (зосібна — «Мистецький Олімп України»). Постійний учасник обласних, республіканських, міжнародних вистав, творчих поїздок та міжнародних пленерів. Організував 50 особистих виставок (зокрема понад 30 всеукраїнського рівня). Володар сертифікатів учасника Всеукраїнських програм «Золотий фонд нації. Україна. Європа. Світ» (2014 р.) та «Золотий фонд нації. Україна. Нова епоха» (2015 р.).
Автор близько 20 мистецькознавчих публікацій, навчального посібника та співавтор краєзнавчого видання. Учасник роботи наукових конференцій. Постійно бере участь у теле- та радіопередачах з просвітницько-мистецької тематики.

## Нагороди
- 2000 р. — почесне звання «Заслужений художник України».
- 2006 р. — Диплом Верховної Ради України.
- 2011 р. — Почесна грамота Міністерства культури та туризму України.
- 2014 р. — почесне звання «Народний художник України».
- 2014 р. — лауреат премії імені Т. Яблонської.
- 2014 р. — Перша всеукраїнська премія «Смарагдова ліра» (у номінації «Художня література»).

## Основні праці

### Художні полотна
1. Фронт іде на захід (1976).
2. За волю (1981).
3. Зимове сонце (1984).
4. Зима (1985).
5. Берегиня (1985).
6. Місток (1986).
7. Черкаський хліб (триптих, 1986).
8. Сумний настрій (1987).
9. Козацька церква (1988).
10. Легкий туман (1988).
11. Розлив у Клочковському (1989).
12. Думи мої, думи (1989).
13. Спокій (1990).
14. Мир і спокій (1990).
15. Останній кошовий (1991).
16. Жнива у с. Мошни (1994).
17. Храм у Седневі (1995).
18. Зима у Седневі (1995).
19. Осінній натюрморт.
20. Антиквар. Козацький скарб (1996).
21. Березень (1998).
22. Сім'я (2000).
23. Холодноярський настрій (2001).
24. Березовий шум (2002).
25. Весни благословення (2011).
26. Карпатська мелодія (2015).
27. Осінні яблука Карпат (2015).
28. Надвечір (2015).
29. Над водою (2017).
30. Посмішка осені (2017).

### Окремі видання та статті
Бондар І. Психолого-педагогічні основи навчання образотворчому та декоративно-прикладному мистецтву: посібник / І. Бондар. — Черкаси: Вид-во ЧНУ ім. Б. Хмельницького, 2005. –68 с.
Бондар І. Методологічний аналіз мистецьких студентських робіт як складова процесу формування творчої особистості / І. Бондар // Вісник Черкаського університету: [зб. наук. ст.]. Серія Педагогічні науки. — Черкаси, 2005. — Вип. 73. — С. 161—164.
Бондар І. Істина, до якої йшов художник: методологічний аналіз життя і творчості черкаського художника Петра Козіна / І. Бондар // Вісник Черкаського університету: [зб. наук. ст.]. Серія Філологічні науки. — Черкаси, 2005. . — Вип. 76. — С. 161—164.
Бондар І. Візуальна мова: образ, символ, знак, симулякр / І. Бондар // Літературознавство. Фольклористика. Культурологія: наук. зап. Каф. Укр.. літ. та компарат. — Черкаси, 2006. — Вип.5. — С. 161—164.
Левченко В. Містечко ратників та майстрів (з історії с. Мошни) / В. Левченко, І. Бондар, А Чорновіл [та ін.]. — Київ: Просвіта, 2007. — 102 с.
Бондар І. Аналіз візуально-осмисленого сприйняття дипломних проектів на кафедрі образотворчого та декоративно-прикладного мистецтва / І. Бондар // Вісник Черкаського університету: [зб. наук. ст.]. Серія Філологічні науки. — Черкаси, 2011. . — Вип. 208. — С. 166—167.

## Персональні виставки
1. Мюнхен (1991).
2. Берлін (1992).
3. Лаґос (Ніґерія, 1992).
4. Лондон (1992).
5. Сонво (США, 1993).
6. Обнінськ (РФ, 1994).
7. Сомбор (Югославія,1994).
8. Одеса (1995).
9. Київ (2004).
10. Нью-Йорк (2004).
11. Черкаси (2004, 2009, 2014, 2017 та ін.).